# 1701
Portal Geschichte | Portal Biografien | Aktuelle Ereignisse | Jahreskalender | Tagesartikel

◄ |
17. Jahrhundert |
18. Jahrhundert
| 19. Jahrhundert | ►

◄ |
1670er |
1680er |
1690er |
1700er
| 1710er | 1720er | 1730er | ►

◄◄ |
◄ |
1697 |
1698 |
1699 |
1700 |
1701
| 1702 | 1703 | 1704 | 1705 | ► | ►►
Staatsoberhäupter  · Nekrolog   · Musikjahr
| Januar | Januar | Januar | Januar | Januar | Januar | Januar | Januar |
| Kw     | Mo     | Di     | Mi     | Do     | Fr     | Sa     | So     |
| ------ | ------ | ------ | ------ | ------ | ------ | ------ | ------ |
| 52     |        |        |        |        |        | 1      | 2      |
| 1      | 3      | 4      | 5      | 6      | 7      | 8      | 9      |
| 2      | 10     | 11     | 12     | 13     | 14     | 15     | 16     |
| 3      | 17     | 18     | 19     | 20     | 21     | 22     | 23     |
| 4      | 24     | 25     | 26     | 27     | 28     | 29     | 30     |
| 5      | 31     |        |        |        |        |        |        |

| Februar | Februar | Februar | Februar | Februar | Februar | Februar | Februar |
| Kw      | Mo      | Di      | Mi      | Do      | Fr      | Sa      | So      |
| ------- | ------- | ------- | ------- | ------- | ------- | ------- | ------- |
| 5       |         | 1       | 2       | 3       | 4       | 5       | 6       |
| 6       | 7       | 8       | 9       | 10      | 11      | 12      | 13      |
| 7       | 14      | 15      | 16      | 17      | 18      | 19      | 20      |
| 8       | 21      | 22      | 23      | 24      | 25      | 26      | 27      |
| 9       | 28      |         |         |         |         |         |         |

| März | März | März | März | März | März | März | März |
| Kw   | Mo   | Di   | Mi   | Do   | Fr   | Sa   | So   |
| ---- | ---- | ---- | ---- | ---- | ---- | ---- | ---- |
| 9    |      | 1    | 2    | 3    | 4    | 5    | 6    |
| 10   | 7    | 8    | 9    | 10   | 11   | 12   | 13   |
| 11   | 14   | 15   | 16   | 17   | 18   | 19   | 20   |
| 12   | 21   | 22   | 23   | 24   | 25   | 26   | 27   |
| 13   | 28   | 29   | 30   | 31   |      |      |      |

| April | April | April | April | April | April | April | April |
| Kw    | Mo    | Di    | Mi    | Do    | Fr    | Sa    | So    |
| ----- | ----- | ----- | ----- | ----- | ----- | ----- | ----- |
| 13    |       |       |       |       | 1     | 2     | 3     |
| 14    | 4     | 5     | 6     | 7     | 8     | 9     | 10    |
| 15    | 11    | 12    | 13    | 14    | 15    | 16    | 17    |
| 16    | 18    | 19    | 20    | 21    | 22    | 23    | 24    |
| 17    | 25    | 26    | 27    | 28    | 29    | 30    |       |

| Mai | Mai | Mai | Mai | Mai | Mai | Mai | Mai |
| Kw  | Mo  | Di  | Mi  | Do  | Fr  | Sa  | So  |
| --- | --- | --- | --- | --- | --- | --- | --- |
| 17  |     |     |     |     |     |     | 1   |
| 18  | 2   | 3   | 4   | 5   | 6   | 7   | 8   |
| 19  | 9   | 10  | 11  | 12  | 13  | 14  | 15  |
| 20  | 16  | 17  | 18  | 19  | 20  | 21  | 22  |
| 21  | 23  | 24  | 25  | 26  | 27  | 28  | 29  |
| 22  | 30  | 31  |     |     |     |     |     |

| Juni | Juni | Juni | Juni | Juni | Juni | Juni | Juni |
| Kw   | Mo   | Di   | Mi   | Do   | Fr   | Sa   | So   |
| ---- | ---- | ---- | ---- | ---- | ---- | ---- | ---- |
| 22   |      |      | 1    | 2    | 3    | 4    | 5    |
| 23   | 6    | 7    | 8    | 9    | 10   | 11   | 12   |
| 24   | 13   | 14   | 15   | 16   | 17   | 18   | 19   |
| 25   | 20   | 21   | 22   | 23   | 24   | 25   | 26   |
| 26   | 27   | 28   | 29   | 30   |      |      |      |

| Juli | Juli | Juli | Juli | Juli | Juli | Juli | Juli |
| Kw   | Mo   | Di   | Mi   | Do   | Fr   | Sa   | So   |
| ---- | ---- | ---- | ---- | ---- | ---- | ---- | ---- |
| 26   |      |      |      |      | 1    | 2    | 3    |
| 27   | 4    | 5    | 6    | 7    | 8    | 9    | 10   |
| 28   | 11   | 12   | 13   | 14   | 15   | 16   | 17   |
| 29   | 18   | 19   | 20   | 21   | 22   | 23   | 24   |
| 30   | 25   | 26   | 27   | 28   | 29   | 30   | 31   |

| August | August | August | August | August | August | August | August |
| Kw     | Mo     | Di     | Mi     | Do     | Fr     | Sa     | So     |
| ------ | ------ | ------ | ------ | ------ | ------ | ------ | ------ |
| 31     | 1      | 2      | 3      | 4      | 5      | 6      | 7      |
| 32     | 8      | 9      | 10     | 11     | 12     | 13     | 14     |
| 33     | 15     | 16     | 17     | 18     | 19     | 20     | 21     |
| 34     | 22     | 23     | 24     | 25     | 26     | 27     | 28     |
| 35     | 29     | 30     | 31     |        |        |        |        |

| September | September | September | September | September | September | September | September |
| Kw        | Mo        | Di        | Mi        | Do        | Fr        | Sa        | So        |
| --------- | --------- | --------- | --------- | --------- | --------- | --------- | --------- |
| 35        |           |           |           | 1         | 2         | 3         | 4         |
| 36        | 5         | 6         | 7         | 8         | 9         | 10        | 11        |
| 37        | 12        | 13        | 14        | 15        | 16        | 17        | 18        |
| 38        | 19        | 20        | 21        | 22        | 23        | 24        | 25        |
| 39        | 26        | 27        | 28        | 29        | 30        |           |           |

| Oktober | Oktober | Oktober | Oktober | Oktober | Oktober | Oktober | Oktober |
| Kw      | Mo      | Di      | Mi      | Do      | Fr      | Sa      | So      |
| ------- | ------- | ------- | ------- | ------- | ------- | ------- | ------- |
| 39      |         |         |         |         |         | 1       | 2       |
| 40      | 3       | 4       | 5       | 6       | 7       | 8       | 9       |
| 41      | 10      | 11      | 12      | 13      | 14      | 15      | 16      |
| 42      | 17      | 18      | 19      | 20      | 21      | 22      | 23      |
| 43      | 24      | 25      | 26      | 27      | 28      | 29      | 30      |
| 44      | 31      |         |         |         |         |         |         |

| November | November | November | November | November | November | November | November |
| Kw       | Mo       | Di       | Mi       | Do       | Fr       | Sa       | So       |
| -------- | -------- | -------- | -------- | -------- | -------- | -------- | -------- |
| 44       |          | 1        | 2        | 3        | 4        | 5        | 6        |
| 45       | 7        | 8        | 9        | 10       | 11       | 12       | 13       |
| 46       | 14       | 15       | 16       | 17       | 18       | 19       | 20       |
| 47       | 21       | 22       | 23       | 24       | 25       | 26       | 27       |
| 48       | 28       | 29       | 30       |          |          |          |          |

| Dezember | Dezember | Dezember | Dezember | Dezember | Dezember | Dezember | Dezember |
| Kw       | Mo       | Di       | Mi       | Do       | Fr       | Sa       | So       |
| -------- | -------- | -------- | -------- | -------- | -------- | -------- | -------- |
| 48       |          |          |          | 1        | 2        | 3        | 4        |
| 49       | 5        | 6        | 7        | 8        | 9        | 10       | 11       |
| 50       | 12       | 13       | 14       | 15       | 16       | 17       | 18       |
| 51       | 19       | 20       | 21       | 22       | 23       | 24       | 25       |
| 52       | 26       | 27       | 28       | 29       | 30       | 31       |          |

| Januar | Januar | Januar | Januar | Januar | Januar | Januar | Januar |
| Kw     | Mo     | Di     | Mi     | Do     | Fr     | Sa     | So     |
| ------ | ------ | ------ | ------ | ------ | ------ | ------ | ------ |
| 52     |        |        |        |        |        | 1      | 2      |
| 1      | 3      | 4      | 5      | 6      | 7      | 8      | 9      |
| 2      | 10     | 11     | 12     | 13     | 14     | 15     | 16     |
| 3      | 17     | 18     | 19     | 20     | 21     | 22     | 23     |
| 4      | 24     | 25     | 26     | 27     | 28     | 29     | 30     |
| 5      | 31     |        |        |        |        |        |        |

| Februar | Februar | Februar | Februar | Februar | Februar | Februar | Februar |
| Kw      | Mo      | Di      | Mi      | Do      | Fr      | Sa      | So      |
| ------- | ------- | ------- | ------- | ------- | ------- | ------- | ------- |
| 5       |         | 1       | 2       | 3       | 4       | 5       | 6       |
| 6       | 7       | 8       | 9       | 10      | 11      | 12      | 13      |
| 7       | 14      | 15      | 16      | 17      | 18      | 19      | 20      |
| 8       | 21      | 22      | 23      | 24      | 25      | 26      | 27      |
| 9       | 28      |         |         |         |         |         |         |

| März | März | März | März | März | März | März | März |
| Kw   | Mo   | Di   | Mi   | Do   | Fr   | Sa   | So   |
| ---- | ---- | ---- | ---- | ---- | ---- | ---- | ---- |
| 9    |      | 1    | 2    | 3    | 4    | 5    | 6    |
| 10   | 7    | 8    | 9    | 10   | 11   | 12   | 13   |
| 11   | 14   | 15   | 16   | 17   | 18   | 19   | 20   |
| 12   | 21   | 22   | 23   | 24   | 25   | 26   | 27   |
| 13   | 28   | 29   | 30   | 31   |      |      |      |

| April | April | April | April | April | April | April | April |
| Kw    | Mo    | Di    | Mi    | Do    | Fr    | Sa    | So    |
| ----- | ----- | ----- | ----- | ----- | ----- | ----- | ----- |
| 13    |       |       |       |       | 1     | 2     | 3     |
| 14    | 4     | 5     | 6     | 7     | 8     | 9     | 10    |
| 15    | 11    | 12    | 13    | 14    | 15    | 16    | 17    |
| 16    | 18    | 19    | 20    | 21    | 22    | 23    | 24    |
| 17    | 25    | 26    | 27    | 28    | 29    | 30    |       |

| Mai | Mai | Mai | Mai | Mai | Mai | Mai | Mai |
| Kw  | Mo  | Di  | Mi  | Do  | Fr  | Sa  | So  |
| --- | --- | --- | --- | --- | --- | --- | --- |
| 17  |     |     |     |     |     |     | 1   |
| 18  | 2   | 3   | 4   | 5   | 6   | 7   | 8   |
| 19  | 9   | 10  | 11  | 12  | 13  | 14  | 15  |
| 20  | 16  | 17  | 18  | 19  | 20  | 21  | 22  |
| 21  | 23  | 24  | 25  | 26  | 27  | 28  | 29  |
| 22  | 30  | 31  |     |     |     |     |     |

| Juni | Juni | Juni | Juni | Juni | Juni | Juni | Juni |
| Kw   | Mo   | Di   | Mi   | Do   | Fr   | Sa   | So   |
| ---- | ---- | ---- | ---- | ---- | ---- | ---- | ---- |
| 22   |      |      | 1    | 2    | 3    | 4    | 5    |
| 23   | 6    | 7    | 8    | 9    | 10   | 11   | 12   |
| 24   | 13   | 14   | 15   | 16   | 17   | 18   | 19   |
| 25   | 20   | 21   | 22   | 23   | 24   | 25   | 26   |
| 26   | 27   | 28   | 29   | 30   |      |      |      |

| Juli | Juli | Juli | Juli | Juli | Juli | Juli | Juli |
| Kw   | Mo   | Di   | Mi   | Do   | Fr   | Sa   | So   |
| ---- | ---- | ---- | ---- | ---- | ---- | ---- | ---- |
| 26   |      |      |      |      | 1    | 2    | 3    |
| 27   | 4    | 5    | 6    | 7    | 8    | 9    | 10   |
| 28   | 11   | 12   | 13   | 14   | 15   | 16   | 17   |
| 29   | 18   | 19   | 20   | 21   | 22   | 23   | 24   |
| 30   | 25   | 26   | 27   | 28   | 29   | 30   | 31   |

| August | August | August | August | August | August | August | August |
| Kw     | Mo     | Di     | Mi     | Do     | Fr     | Sa     | So     |
| ------ | ------ | ------ | ------ | ------ | ------ | ------ | ------ |
| 31     | 1      | 2      | 3      | 4      | 5      | 6      | 7      |
| 32     | 8      | 9      | 10     | 11     | 12     | 13     | 14     |
| 33     | 15     | 16     | 17     | 18     | 19     | 20     | 21     |
| 34     | 22     | 23     | 24     | 25     | 26     | 27     | 28     |
| 35     | 29     | 30     | 31     |        |        |        |        |

| September | September | September | September | September | September | September | September |
| Kw        | Mo        | Di        | Mi        | Do        | Fr        | Sa        | So        |
| --------- | --------- | --------- | --------- | --------- | --------- | --------- | --------- |
| 35        |           |           |           | 1         | 2         | 3         | 4         |
| 36        | 5         | 6         | 7         | 8         | 9         | 10        | 11        |
| 37        | 12        | 13        | 14        | 15        | 16        | 17        | 18        |
| 38        | 19        | 20        | 21        | 22        | 23        | 24        | 25        |
| 39        | 26        | 27        | 28        | 29        | 30        |           |           |

| Oktober | Oktober | Oktober | Oktober | Oktober | Oktober | Oktober | Oktober |
| Kw      | Mo      | Di      | Mi      | Do      | Fr      | Sa      | So      |
| ------- | ------- | ------- | ------- | ------- | ------- | ------- | ------- |
| 39      |         |         |         |         |         | 1       | 2       |
| 40      | 3       | 4       | 5       | 6       | 7       | 8       | 9       |
| 41      | 10      | 11      | 12      | 13      | 14      | 15      | 16      |
| 42      | 17      | 18      | 19      | 20      | 21      | 22      | 23      |
| 43      | 24      | 25      | 26      | 27      | 28      | 29      | 30      |
| 44      | 31      |         |         |         |         |         |         |

| November | November | November | November | November | November | November | November |
| Kw       | Mo       | Di       | Mi       | Do       | Fr       | Sa       | So       |
| -------- | -------- | -------- | -------- | -------- | -------- | -------- | -------- |
| 44       |          | 1        | 2        | 3        | 4        | 5        | 6        |
| 45       | 7        | 8        | 9        | 10       | 11       | 12       | 13       |
| 46       | 14       | 15       | 16       | 17       | 18       | 19       | 20       |
| 47       | 21       | 22       | 23       | 24       | 25       | 26       | 27       |
| 48       | 28       | 29       | 30       |          |          |          |          |

| Dezember | Dezember | Dezember | Dezember | Dezember | Dezember | Dezember | Dezember |
| Kw       | Mo       | Di       | Mi       | Do       | Fr       | Sa       | So       |
| -------- | -------- | -------- | -------- | -------- | -------- | -------- | -------- |
| 48       |          |          |          | 1        | 2        | 3        | 4        |
| 49       | 5        | 6        | 7        | 8        | 9        | 10       | 11       |
| 50       | 12       | 13       | 14       | 15       | 16       | 17       | 18       |
| 51       | 19       | 20       | 21       | 22       | 23       | 24       | 25       |
| 52       | 26       | 27       | 28       | 29       | 30       | 31       |          |

## Ereignisse

### Politik und Weltgeschehen

#### Großer Nordischer Krieg

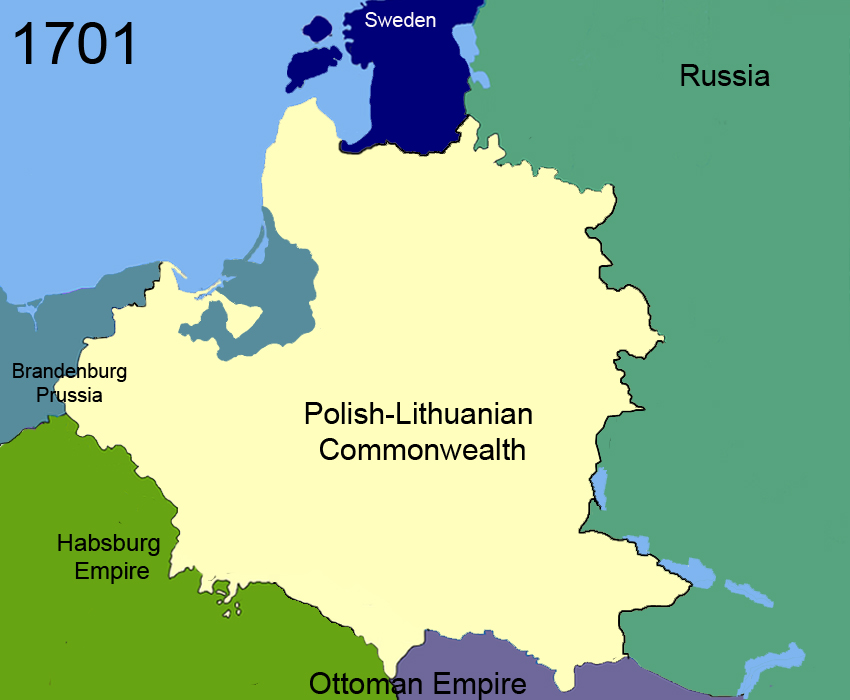
Polen-Litauen und seine Nachbarn 1701

- 26. Februar: Russland und Sachsen-Polen schließen in Birsen (Litauen) einen gegen das Schwedische Reich gerichteten neuen Allianzvertrag im Kampf um das Dominium maris baltici.
- 17. Juni: Nach den üblichen Heerschauen beginnt der Vormarsch der schwedischen Armee unter König Karl XII. über Wolmar und Wenden nach Riga.
- 24. Juni: Schwedische Streitkräfte mit sieben Schiffen unter dem Kommando von Karl Lewe versuchen ohne Erfolg den Hafen von Archangelsk in Besitz zu nehmen und zu zerstören. Zwei schwedische Schiffe werden von den Russen erbeutet.

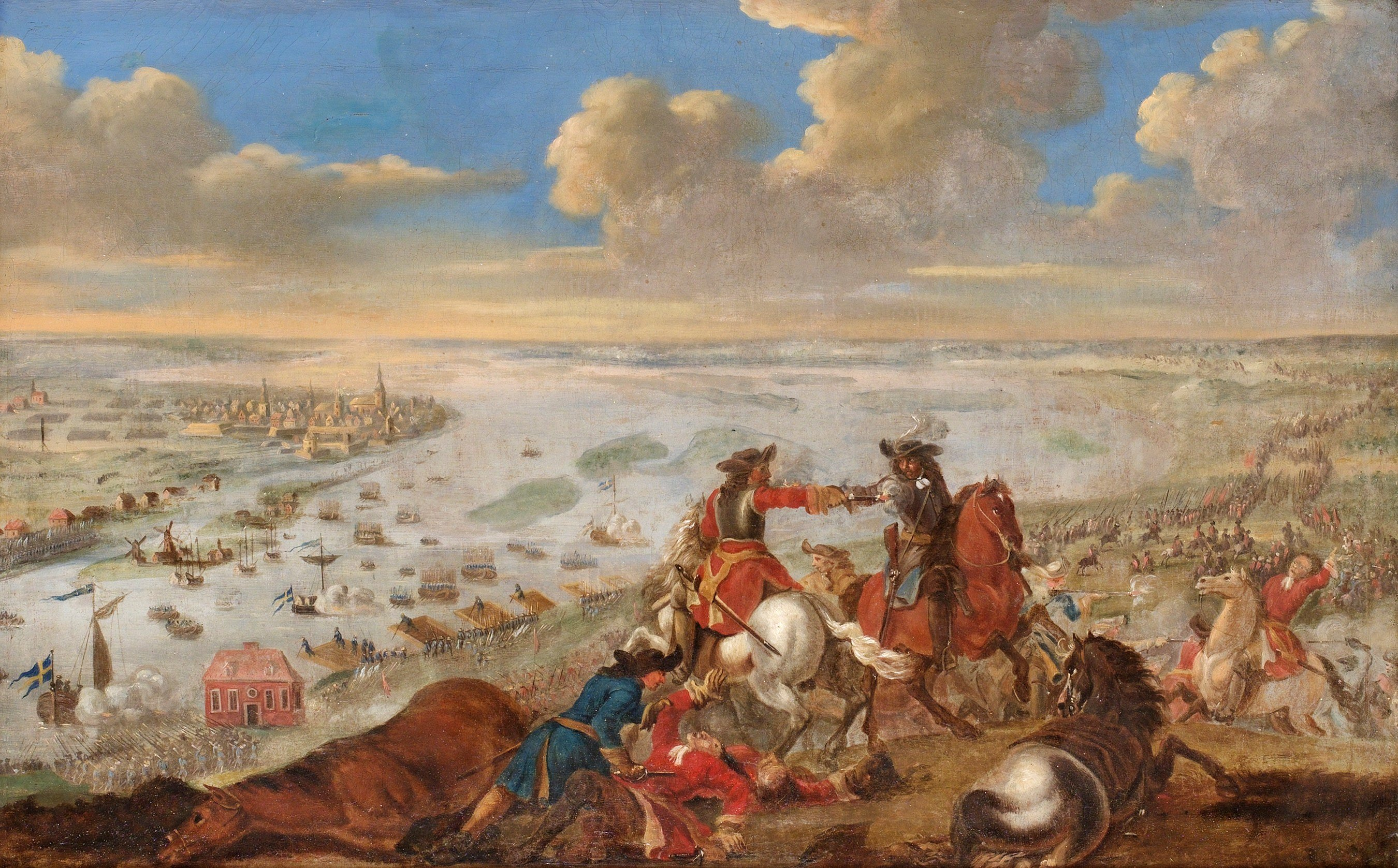
Karl XII. überquert die Düna

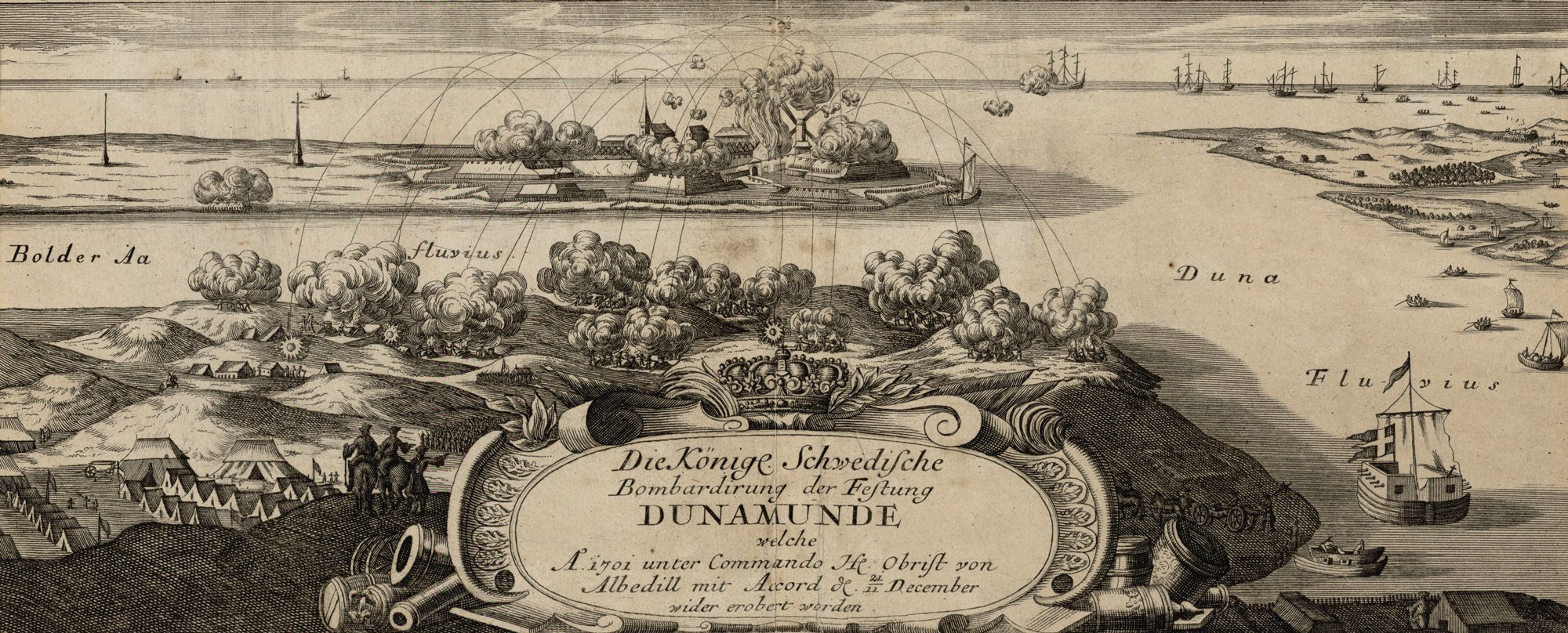
Schwedische Artillerie bombardiert Dünamünde bei Riga

- 19. Juli: In der Schlacht an der Düna bei Riga stehen sächsische, russische und kurländische Soldaten gemeinsam der schwedischen Armee gegenüber. Die Schweden können einen Brückenkopf bilden und die Alliierten vernichtend schlagen. Die Russen verlassen fluchtartig den Kriegsschauplatz und die sächsische Armee macht mit ihrem Rückzug nicht Halt, ehe sie preußischen Boden erreicht hat. Kurland ist damit für die Schweden offen, die die Hauptstadt Mitau ohne nennenswerten Widerstand einnehmen. Ende des Jahres fällt auch die Festung Dünamünde.
- 15. September: (Estland): Schwedische Einheiten unter Oberst Wolmar Anton von Schlippenbach besiegen eine etwa zehnmal so starke russische Armee unter General Boris Sheremetew in mehreren Gefechten bei Rauge.
- 29. Dezember: Während der zweiten großen Invasion nach Livland unter der Führung von General Boris Scheremetjew gewinnen die Russen gegen die etwa 2200 Mann zählende schwedische Armee unter Kommando von Schlippenbach in der Schlacht bei Erastfer. Die schwedischen Verluste werden auf etwa 1000 Mann geschätzt. Nachdem sie die Gegend geplündert und zerstört haben, ziehen sich die russischen Streitkräfte wieder zurück. Der Sieg hat große moralische Bedeutung für die Russen, die erstmals sehen, dass sie die Schweden besiegen können.

#### Spanischer Erbfolgekrieg

Europa am Beginn des Spanischen Erbfolgekrieges 1701

- 18. Februar: Philipp von Anjou, der Enkel Ludwigs XIV. von Frankreich, zieht als Philipp V. von Spanien in Madrid ein. Seine Ansprüche auf den Thron werden von verschiedenen anderen Aspiranten bestritten. Der Spanische Erbfolgekrieg um das Erbe des letzten spanischen Habsburgers, König Karl II. von Spanien, beginnt.

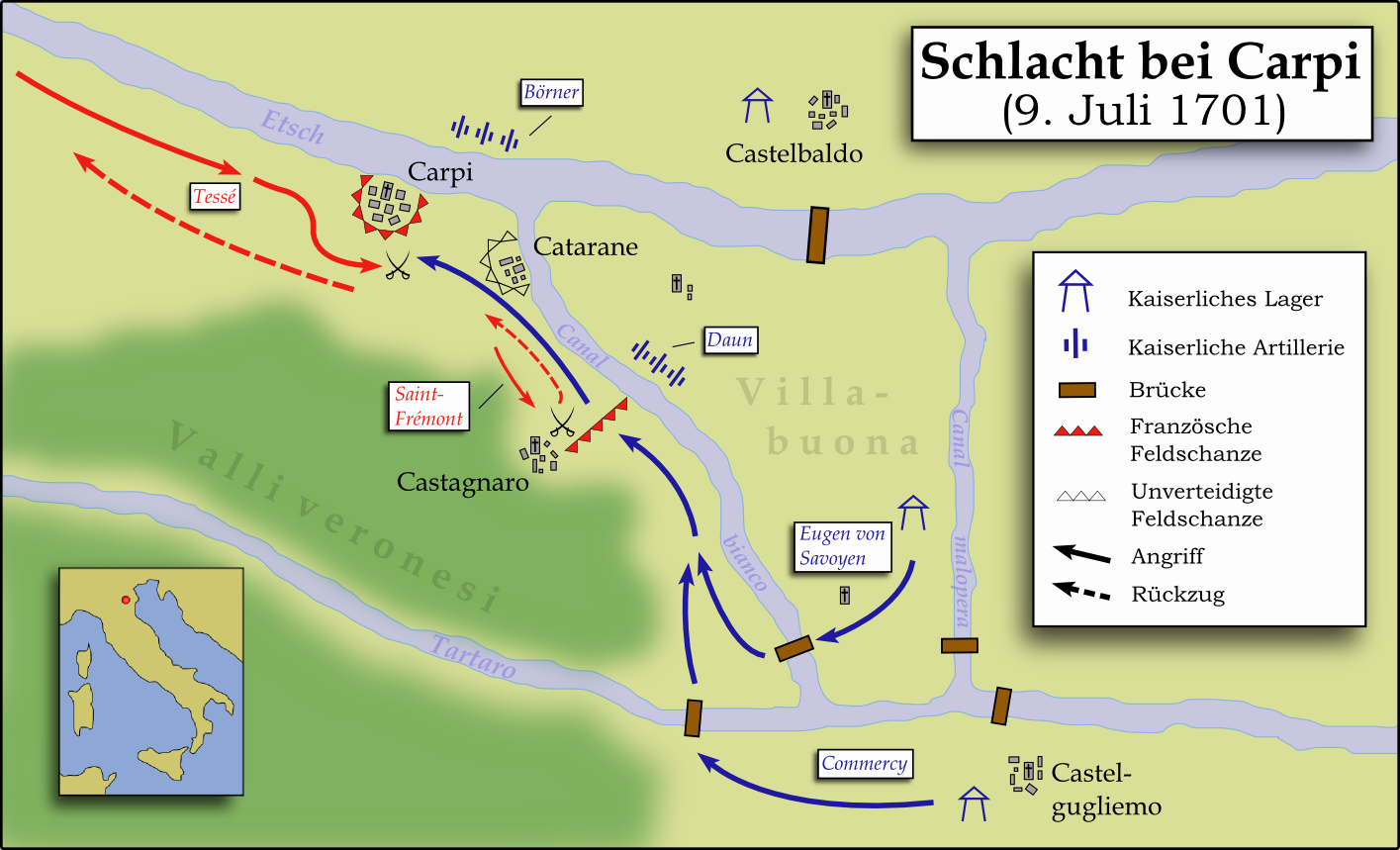
Karte zur Schlacht bei Carpi

- 9. Juli: Ein österreichisches Heer von 11.300 Mann unter Prinz Eugen von Savoyen besiegt in der Schlacht bei Carpi eine 1.500 bis 2.000 Mann starke französische Abteilung an der Etsch.
- 1. September: In der Schlacht bei Chiari besiegt die österreichische Armee unter Prinz Eugen von Savoyen französische Truppen unter François de Neufville, duc de Villeroy in Oberitalien.
- 7. September: Kaiser Leopold I., König Wilhelm III. von England und die Niederlande schließen die Haager Große Allianz zur Eindämmung französischen Hegemoniestrebens. Weitere Teilnehmer treten in der Folge dem Bündnis bei.

Königliche Hochzeit in Figueres

- 3. November: Philipp V. heiratet in Figueres die 13-jährige Prinzessin Maria Luisa Gabriella von Savoyen. Eine Trauung per Stellvertreter hat schon am 11. Juni im Turiner Dom stattgefunden.

#### Heiliges Römisches Reich
- 17. Januar: Kurfürst Friedrich III. von Brandenburg stiftet den Schwarzen Adlerorden am Tag vor seiner Selbstkrönung, um den preußischen Adel an das neue Königtum zu binden.

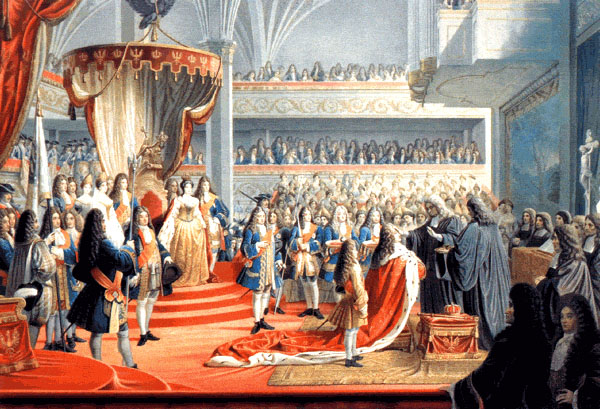
Salbung Friedrichs I. durch zwei evangelische Bischöfe nach erfolgter Krönung, Königsberg 1701

- 18. Januar: Friedrich III., Kurfürst von Brandenburg, krönt sich selbst als Friedrich I. in Königsberg zum „König in Preußen“. Das von Friedrich großteils selbst inszenierte Zeremoniell findet im Königsberger Schloss statt. Mit dem Ereignis beginnt das sogenannte Königsberger Jahrhundert.
- 8. März: Der Hamburger Vergleich beendet den fünfjährigen Erbfolgestreit um das Teilherzogtum Mecklenburg-Güstrow und besiegelt die Dritte Mecklenburgische Hauptlandesteilung. Das Herzogtum wird auf das mit verändertem Territorium fortbestehende (Teil-)Herzogtum Mecklenburg-Schwerin und das neu formierte (Teil-)Herzogtum Mecklenburg-Strelitz real aufgeteilt.
- Fürst Leopold von Anhalt-Dessau wird Gouverneur der Festung Magdeburg.

#### Fürstentum Monaco
- 3. Januar: Antoine I. aus dem Haus Grimaldi folgt seinem verstorbenen Vater Louis I. als Fürst von Monaco.

#### England

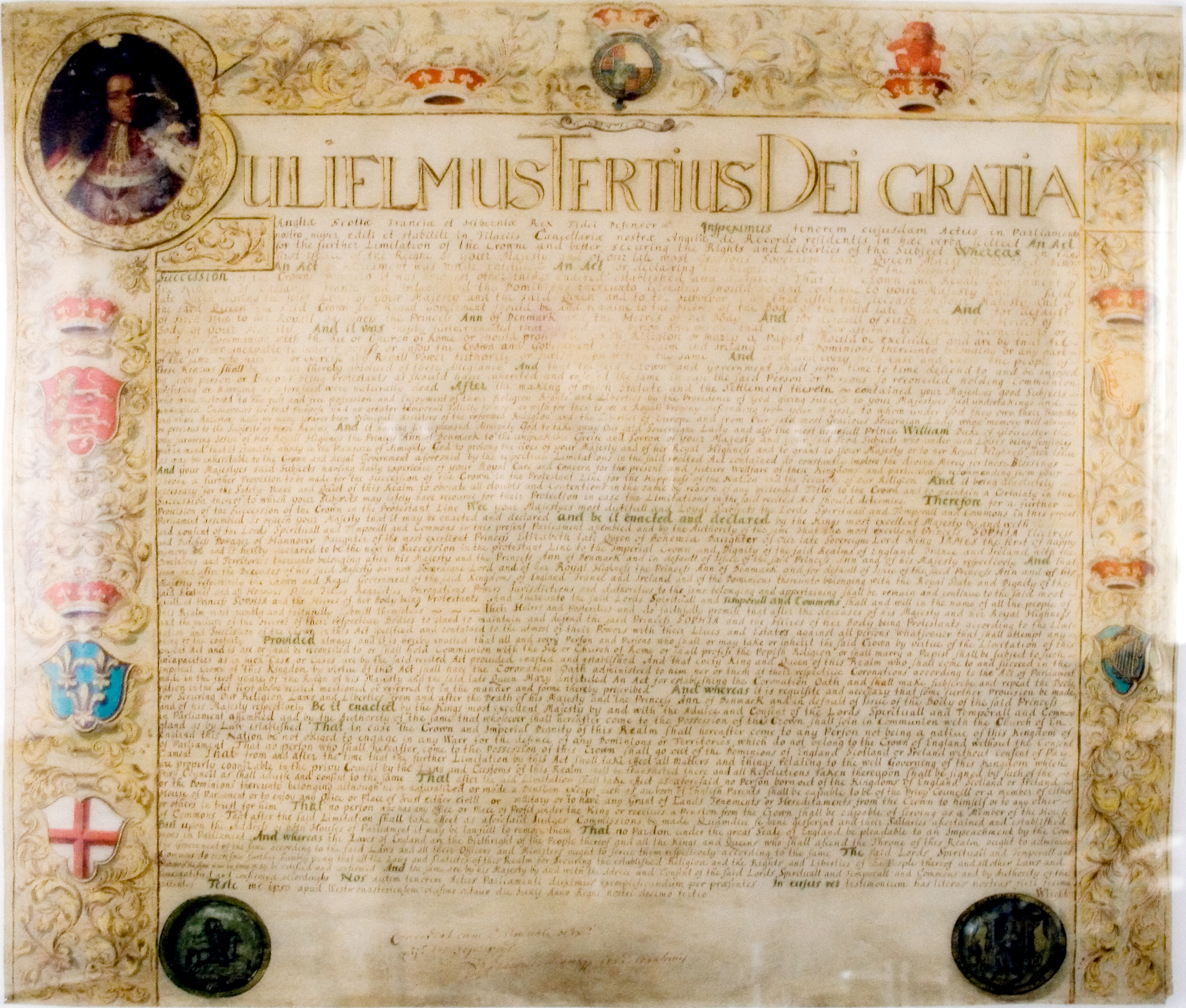
Act of Settlement

- Juni: Mit dem Act of Settlement schafft das englische Parlament die Grundlage der Thronfolge des Hauses Hannover im Königreich England. Nach dem Tod Königin Annes, der letzten protestantischen Thronfolgerin im Haus Stuart geht danach das Recht der Thronfolge – unter Umgehung der bis dahin gültigen Erbfolgelinie – auf Sophie von der Pfalz, Tochter der Elisabeth Stuart und die nächste lebende protestantische Verwandte des englischen Königshauses, beziehungsweise deren protestantische Nachkommen über. Katholiken und deren Ehepartner sind von der Thronfolge ausgeschlossen.

#### Eidgenossenschaft
- 5. Oktober: Der sogenannte Sagenserhandel innerhalb der Drei Bünde zwischen katholischen und reformierten Gemeinden eskaliert zu einem militärischen Konflikt. Sagogn wird von Reformierten besetzt, Falera wird geplündert. Am 28. Oktober werden die katholischen Gemeinden in einem Vergleich mit einer Geldbuße belegt.

#### Amerika
- 24. Juli: Der französische Offizier Antoine Laumet errichtet am Detroit River das Fort Detroit, um die Engländer daran zu hindern, weiter in den Westen vorzustoßen und so den Franzosen die Monopolisierung des nordamerikanischen Pelzhandels zu ermöglichen. Aus dem Handelsposten entwickelt sich über die Jahre die Stadt Detroit.

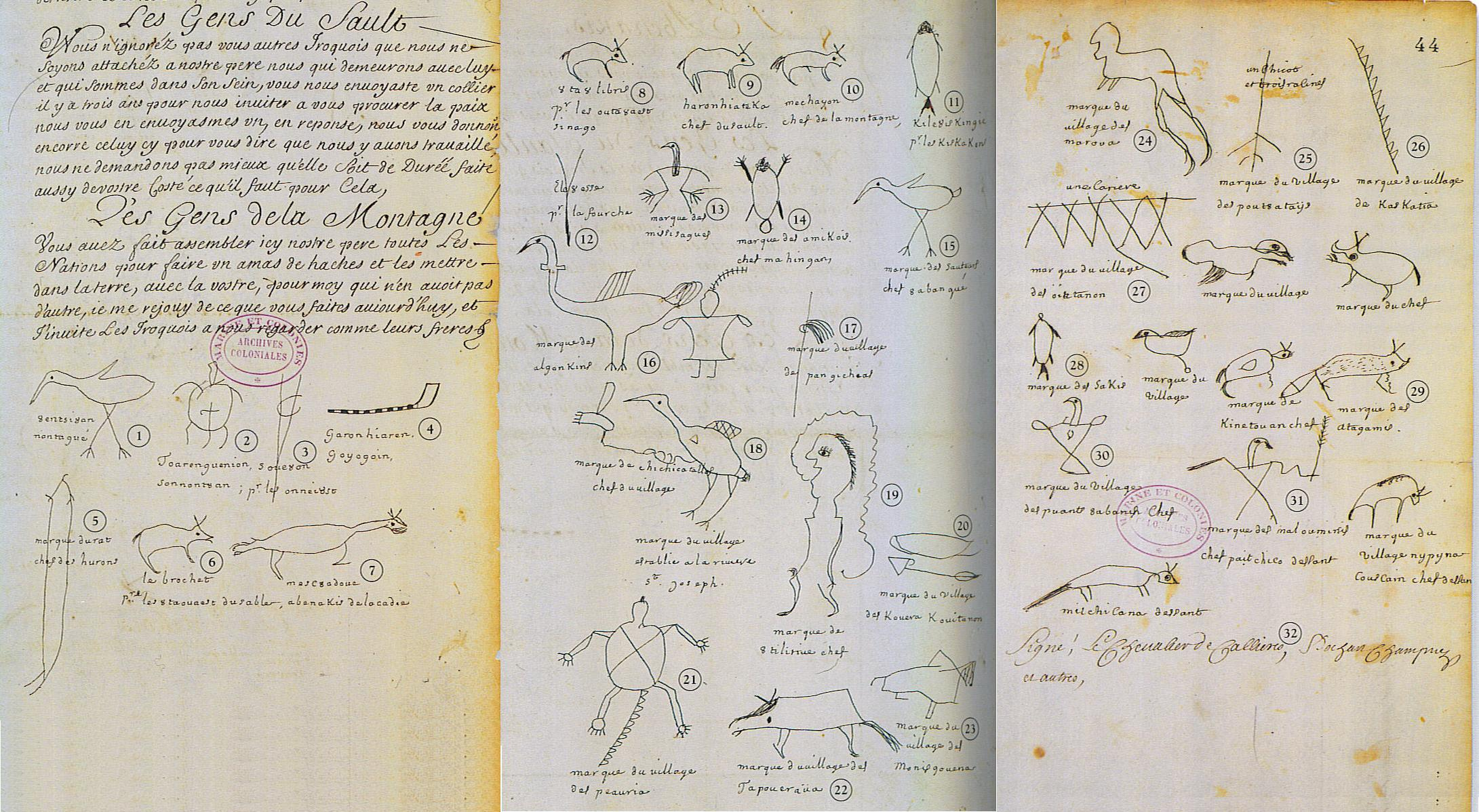
Kopie des Originalvertrags, mit Piktogrammen der unterzeichneten Völker

- 4. August: Die seit 1640 andauernden sogenannten Biberkriege, Teil der Franzosen- und Irokesenkriege zwischen den irokesischen Indianerstämmen und den mit Frankreich verbündeten Nachbarstämmen (hauptsächlich Algonkin), enden mit dem Großen Frieden von Montreal.

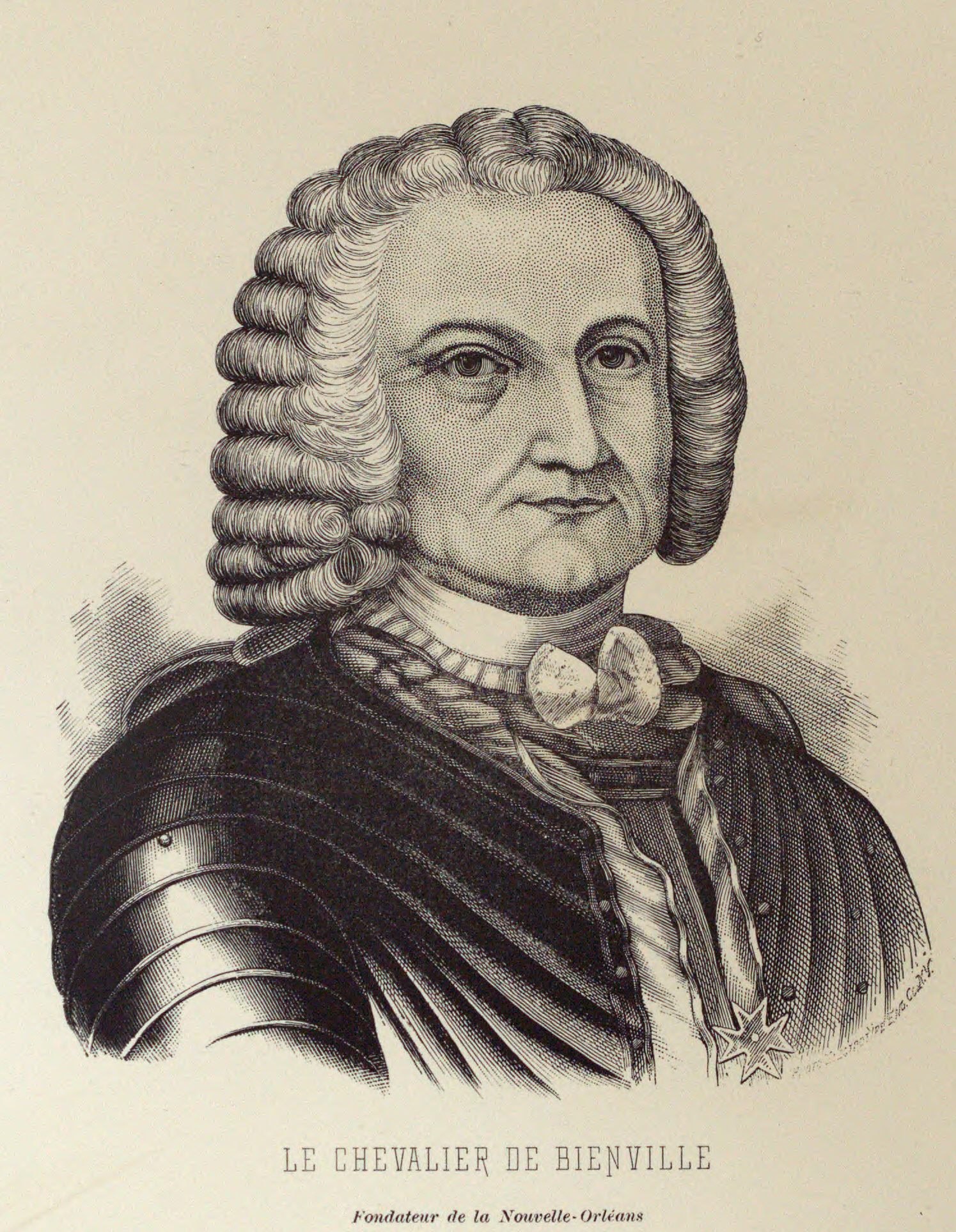
Jean-Baptiste Le Moyne, Sieur de Bienville, Gouverneur von Louisiana

- 21. August: Jean-Baptiste Le Moyne de Bienville wird zweiter Gouverneur der französischen Kolonie Louisiana.

### Wirtschaft

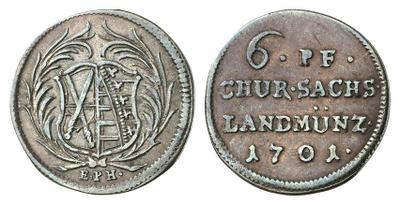
6 Pfennige 1701, „Roter Seufzer“

Das Kurfürstentum Sachsen unter August dem Starken beginnt in der Münzstätte Leipzig durch Münzmeister Ernst Peter Hecht mit der Prägung des „Roten Seufzers“, eines minderwertigen Sechs-Pfennig-Stücks, das eine Geldkrise auslöst.

### Wissenschaft und Technik

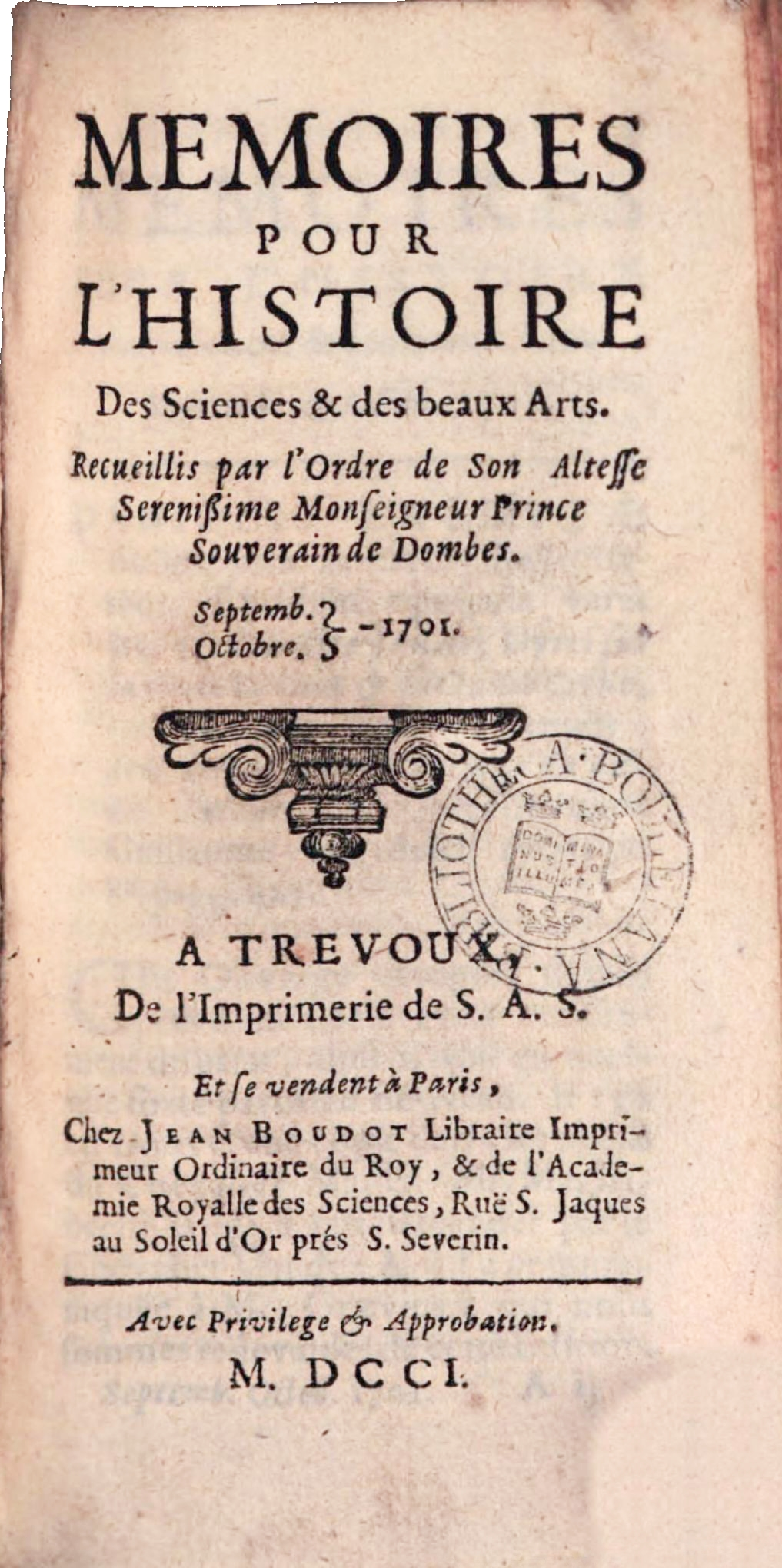
Journal de Trévoux, Titelblatt der ersten Ausgabe

- Januar/Februar: In Trévoux erscheint erstmals das Journal de Trévoux oder Mémoires pour l'Histoire Des Sciences & des beaux-Arts, eine von Mitgliedern des Jesuitenordens herausgegebene Wissenschaftszeitschrift, in dem bis 1767 monatlich Neuerscheinungen aus allen Gebieten der Wissenschaft, aus Geschichts-, Literatur- und Sprachwissenschaft, den Rechtswissenschaften, Kirchenrecht, Theologie, Philosophie, Ökonomie, Mathematik, Physik, Astronomie und in geringerem Umfang auch aus den Schönen Künsten und der Belletristik vorgestellt und diskutiert werden.
- 9. Oktober: Die englische Kolonie Connecticut beschließt eine Collegiate School zu errichten, aus welcher sich die Yale University entwickelt.
- November: Der deutsche Jurist und frühaufklärerische Philosoph Christian Thomasius gibt die Dissertatio de crimine magiae gegen die Hexenlehre heraus. Er fordert darin die Abschaffung aller Hexenprozesse und verwirft die Möglichkeit eines Teufelsbündnisses.
- Der dänische Astronom Ole Rømer entwickelt die Rømer-Skala. Diese Temperaturskala gilt als Vorläufer der Fahrenheit- und Celsiusskalen.

### Kultur
- 28. Juni: Das im Auftrag von Herzog Moritz Wilhelm von Sachsen-Zeitz errichtete Opernhaus vorm Salztor in Naumburg an der Saale wird eröffnet. Die Baupläne stammen wahrscheinlich von Landesbaumeister Johann Heinrich Gengenbach.
- 12. Juli: Die Uraufführung der Oper La fede ne' tradimenti von Attilio Ariosti auf das Libretto von Gerolamo Gigli findet in Berlin statt.
- 26. Oktober: Die Oper Die wunderschöne Psyche von Reinhard Keiser wird anlässlich des Geburtstags der preußischen Königin Sophie Charlotte von Hannover am Theater am Gänsemarkt in Hamburg uraufgeführt.
- Georg Philipp Telemann kommt als Student nach Leipzig und sammelt mit Unterstützung des Bürgermeisters Franz Conrad Romanus eine Schar musikbegeisterter Kommilitonen um sich. Dieses bald Telemannisches Collegium Musicum genannte Ensemble entwickelt trotz der starken Fluktuation seiner studentischen Mitglieder eine feste Organisationsstruktur mit regelmäßigen Proben und Konzerten und spielt das neueste Repertoire auf professionellem Niveau.

### Gesellschaft
- 12. Mai: Der Salzburger Fürsterzbischof Johann Ernst von Thun und Hohenstein stiftet den Ruperti-Ritterorden und schenkt diesem das Schloss Emsburg. Kaiser Leopold I. erteilt seine Zustimmung am 23. August, die offiziellen Feierlichkeiten finden am 15. November in der Ordenskirche der Dreifaltigkeit statt.

### Religion
- 29. Mai: Die Wallfahrtskirche Mariabuchen in Lohr am Main wird geweiht.
- Dezember: Das Franziskanerkloster Telfs in Tirol wird besiedelt.
- In Rom wird die Accademia dei Nobili Ecclesiastici gegründet und von Papst Clemens XI. bestätigt.
- Herzog Maximilian Philipp Hieronymus von Bayern-Leuchtenberg gründet das Kloster Herz Jesu in Mindelheim.
- In Tábor beginnt der Bau des Klosters Klokoty.

## Geboren

### Januar bis Mai
- 01. Januar: François de Roches, Schweizer evangelischer Geistlicher und Hochschullehrer († 1769)
- 03. Januar: Johann Konrad Spörl, deutscher evangelischer Theologe († 1773)
- 06. Januar: Georg Ludwig von Bar, deutscher Domherr, Schriftsteller und Übersetzer († 1767)
- 06. Januar: Johannes Caprez, Schweizer evangelischer Geistlicher († 1777)
- 07. Januar: Johann Nicolaus Frobesius, deutscher Mathematiker, Physiker und Philosoph († 1756)
- 16. Januar: Christoph Gottfried Ungibauer, evangelischer Pfarrer, Autor theologischer Schriften und Förderer des Kartoffelanbaus nahe Leipzig († 1758)
- 18. Januar: Johann Jacob Moser, württembergischer Staatsrechtslehrer († 1785)
- 01. Februar: Johan Joachim Agrell, schwedischer Komponist und Kapellmeister († 1765)
- 02. Februar: Franz Karl Conradi, deutscher Rechtswissenschaftler († 1748)
- 02. Februar: Louis Antoine de Gontaut-Biron, Herzog von Biron und von Lauzun, Marschall von Frankreich († 1788)
- 13. Februar: Vittoria Tesi, italienische Opernsängerin († 1775)
- 01. März: Johann Jakob Breitinger, schweizerischer Philologe und Autor († 1776)
- 01. März: Ignatz Anton von Weiser, Dramatiker, Mundartdichter und Bürgermeister von Salzburg († 1785)
- 06. März: Louis-René de Caradeuc de La Chalotais, französischer Jurist († 1785)
- 08. März: Moritz Casimir I. von Bentheim-Tecklenburg, reg. Graf von Tecklenburg und Limburg, Herr zu Rheda († 1768)
- 12. März: Wilhelm von Sachsen-Gotha-Altenburg, deutscher Adeliger, kaiserlicher Generalfeldmeister († 1771)
- 16. März: Daniel Salthenius, schwedischer Pädagoge und evangelischer Theologe († 1750)
- 24. März: Vincent Rumpff, Hamburger Bürgermeister († 1781)
- 30. März: Johann Georg Beer, deutscher Architekt und Baumeister († 1781)
- 01. April: Friedrich von Schleswig-Holstein-Sonderburg-Glücksburg, königlich-dänischer General († 1766)
- 05. April: Jonathan Krause, deutscher evangelischer Theologe und Kirchenliederdichter († 1762)
- 09. April: Andreas Elias von Büchner, deutscher Mediziner († 1769)
- 26. April: Johann Friedrich Christ, deutscher Archäologe und Kunstwissenschaftler († 1756)
- 26. April: Christian Ludwig Liscow, deutscher Satiriker († 1760)
- 27. April: Karl Emanuel III., Herzog von Savoyen und König von Sardinien-Piemont († 1773)
- 28. April: Françoise Basseporte, französische Malerin († 1780)
- 18. Mai: Charles Lennox, 2. Duke of Richmond, britischer General und Politiker († 1750)
- 19. Mai: Alvise Mocenigo IV., Doge von Venedig († 1778)

### Juni bis Dezember
- 21. Juni: Otto Magnus von Schwerin, preußischer General († 1777)
- 23. Juni: Antonio Cristofori, italienischer Maler und Musiker († 1737)
- 28. Juni: Cölestin Gugger von Staudach, Fürstabt des Klosters St. Gallen († 1767)
- 19. Juli: Heinrich Giller, Schweizer Kaufmann und Mitglied der Herrnhuter Brüdergemeine († 1764)
- 10. August: Christian Ludwig von Löwenstern, deutscher Maler, Dichter und Komponist († 1754)
- 10. August: Andreas Florens Rivinus, deutscher Rechtswissenschaftler († 1761)
- 23. August: Franz Karl Eusebius von Waldburg-Friedberg und Trauchburg, Fürstbischof von Chiemsee († 1772)
- 14. September: Maurus Xaverius Herbst, deutscher Benediktiner und Abt des Klosters Plankstetten († 1757)
- 19. September: Johann Andreas Buttstedt, deutscher evangelischer Geistlicher und Hochschullehrer († 1765)
- 22. September: Anna Magdalena Wilcke, deutsche Sängerin, zweite Frau von Johann Sebastian Bach († 1760)
- 09. Oktober: Johann Samuel Agner, deutscher evangelischer Geistlicher und Schriftsteller († 1769)
- 09. Oktober: Tobias Schramm, deutscher Instrumenten- und Orgelbauer († 1771)
- 15. Oktober: Maria Margareta d’Youville, kanadische Ordensgründerin und Heilige der römisch-katholischen Kirche († 1771)
- 22. Oktober: Maria Amalia von Österreich, Kurfürstin von Bayern und Kaiserin des Heiligen Römischen Reichs († 1756)
- 30. Oktober: Anton Gogeisl, deutscher Jesuit und Missionar in China († 1771)
- 31. Oktober: William Ellery, britischer Händler, Jurist und Politiker, Vizegouverneur der Colony of Rhode Island and Providence Plantations († 1764)
- 05. November: Friedrich Groschuff, deutscher Philologe († 1784)
- 06. November: Melchior Eberhard, süddeutscher Bildhauer († 1777)

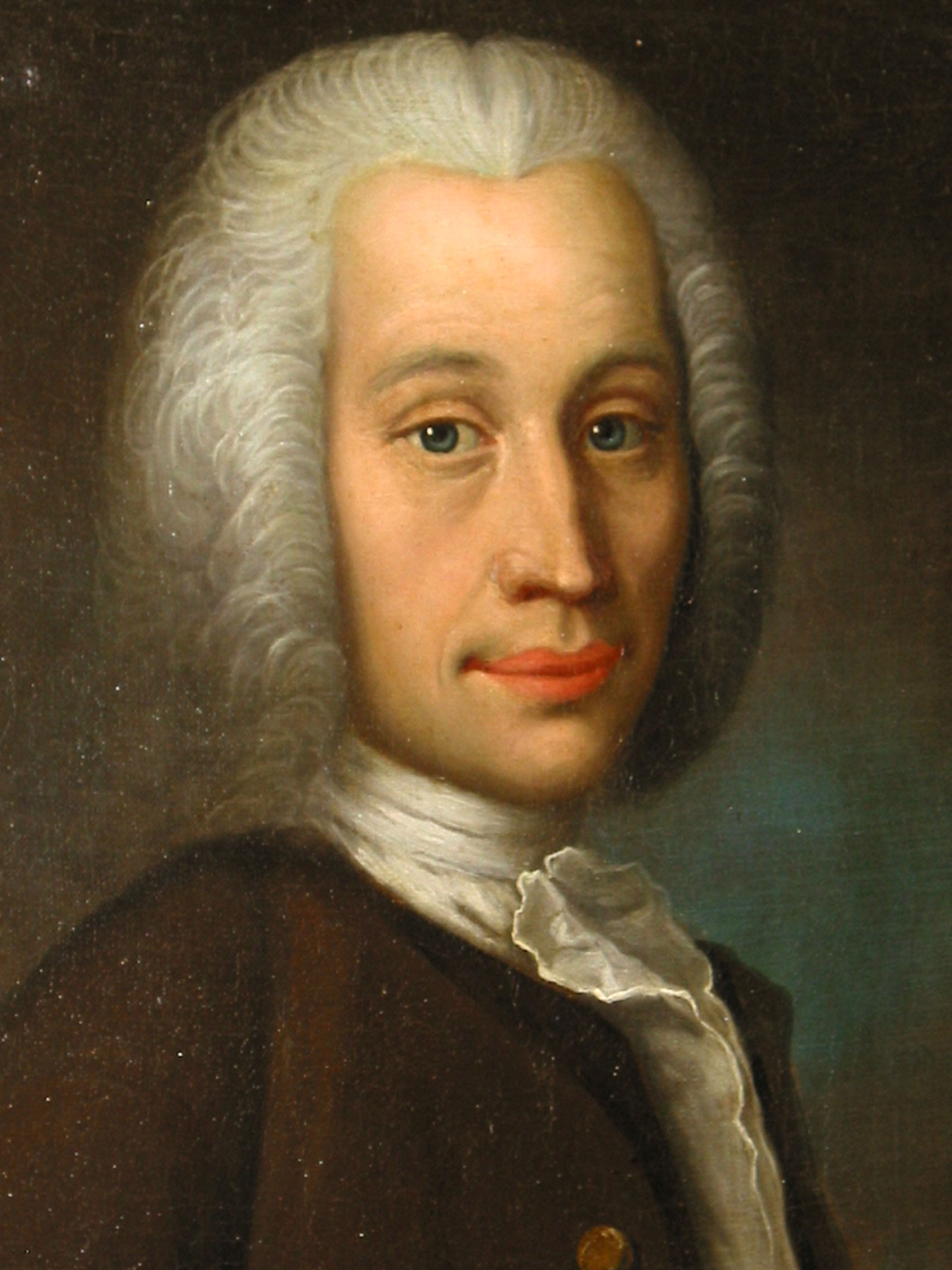
Anders Celsius

- 07. Dezember: Anders Celsius, schwedischer Astronom, Mathematiker und Physiker († 1744)
- 17. Dezember: Mang Anton Stapf, süddeutscher Rokokobildhauer († 1772)
- 30. Dezember: Jacob Stephan Augustynowicz, armenischer Erzbischof († 1783)

### Genaues Geburtsdatum unbekannt
- Johann Georg Aichgasser, oberschwäbischer Orgelbauer († 1767)
- John Jefferys, englischer Uhrmacher († 1754)
- Dmitri Jakowlewitsch Laptew, russischer Polarforscher und Marineoffizier († 1771)
- Wu Jingzi, chinesischer Schriftsteller († 1754)

## Gestorben

### Januar bis April
- 03. Januar: Louis I., Fürst von Monaco (* 1642)
- 03. Januar: Jacob Mussaphia, deutscher Hofjude, Münzmeister und Finanzier der Herzöge von Schleswig-Holstein-Gottorf (* 1647)
- 05. Januar: Louis François Le Tellier, Marquis de Barbezieux, französischer Kriegsminister (* 1668)
- 12. Januar: Abraham Leuthner, böhmischer Maurer- und Baumeister (* um 1639)
- 13. Januar: Friedrich Ulrich Calixt, deutscher lutherischer Theologe (* 1622)
- 14. Januar: Tokugawa Mitsukuni, japanischer Fürst (* 1628)
- 24. Januar: Johan II. de Witt, niederländischer Patrizier (* 1662)
- 31. Januar: Andreas Schweimb, deutscher Orgelbaumeister (* 1654)
- 03. Februar: Enea Antonio Caprara, kaiserlicher Feldmarschall (* 1631)
- 15. Februar: Urbain Chevreau, französischer Schriftsteller, Historiker, Romanist und Grammatiker (* 1613)
- 15. Februar: François de Clermont-Tonnerre, Bischof und Graf von Noyon (* 1629)
- 15. Februar: Adam Drese, deutscher Kapellmeister und Komponist (* 1620)
- 17. Februar: Dorothee Elisabeth Tretschlaff, vermutlich letztes Todesopfer der Hexenverfolgung in Brandenburg (* 1685)
- 23. Februar: Christoph Kormart, deutscher Schriftsteller und Übersetzer (* 1644)
- 23. Februar: William Williams, englischer Violinist und Komponist (* 1675)
- 04. März: Keichū, japanischer buddhistischer Mönch und Philologe (* 1640)
- 05. März: Richard Coote, 1. Earl of Bellomont, irischer Peer und Politiker, Kolonialgouverneur Englands in verschiedenen amerikanischen Provinzen (* 1636 oder 1655)
- 10. März: Johann Schelle, deutscher Komponist (* 1648)
- 15. März: Joachim von Ahlefeldt, Amtmann und Landrat von Cismar (* 1650)
- 25. März: Jean Regnault de Segrais, französischer Dichter (* 1624)
- 28. März: Domenico Guidi, italienischer Bildhauer (* 1625)
- 08. April: Antonio Petrini, fränkischer Baumeister italienischer Abstammung (* 1631)
- 18. April: Heinrich, Fürst von Nassau-Dillenburg (* 1641)
- 18. April: Joachim Bartholomäus Meyer, deutscher Bibliothekar und Kirchenlieddichter (* 1624)
- 23. April: Samuel Schumacher, Schweizer evangelischer Geistlicher und Pietist (* 1664)
- 27. April: Paul Fugger von Kirchberg und Weißenhorn, Reichshofrat und kurbayerischer Obersthofmeister (* 1637)

### Mai bis August
- 06. Mai: Johann Georg Prunner, österreichischer Steinmetzmeister und Bildhauer (* 1652)
- 12. Mai: Johann Schmuzer, deutscher Stuckateur (* 1642)
- 19. Mai: Johann Baal, deutscher Komponist (* 1657)
- 20. Mai: Hermann Fock, Kaufmann und Ratsherr der Hansestadt Lübeck (* 1634)
- 20. Mai: Rosine Elisabeth Menthe, morganatische Ehefrau von Herzog Rudolf August zu Braunschweig-Lüneburg und Braunschweig-Wolfenbüttel (* 1663)
- 20. Mai: Christiana von Schleswig-Holstein-Sonderburg-Glücksburg, Herzogin von Sachsen-Merseburg (* 1634)
- 21. Mai: Daniel Männlich, Kurfürstlich-Brandenburgischer Hof-Goldschmied und Ältester der Zunft (* 1625)
- 23. Mai: Anne Hilarion de Costentin de Tourville, französischer Admiral und Marschall (* 1642)
- 23. Mai: William Kidd, schottisch-amerikanischer Freibeuter (* 1654)
- 02. Juni: Madeleine de Scudéry, französische Schriftstellerin des Barock (* 1607)

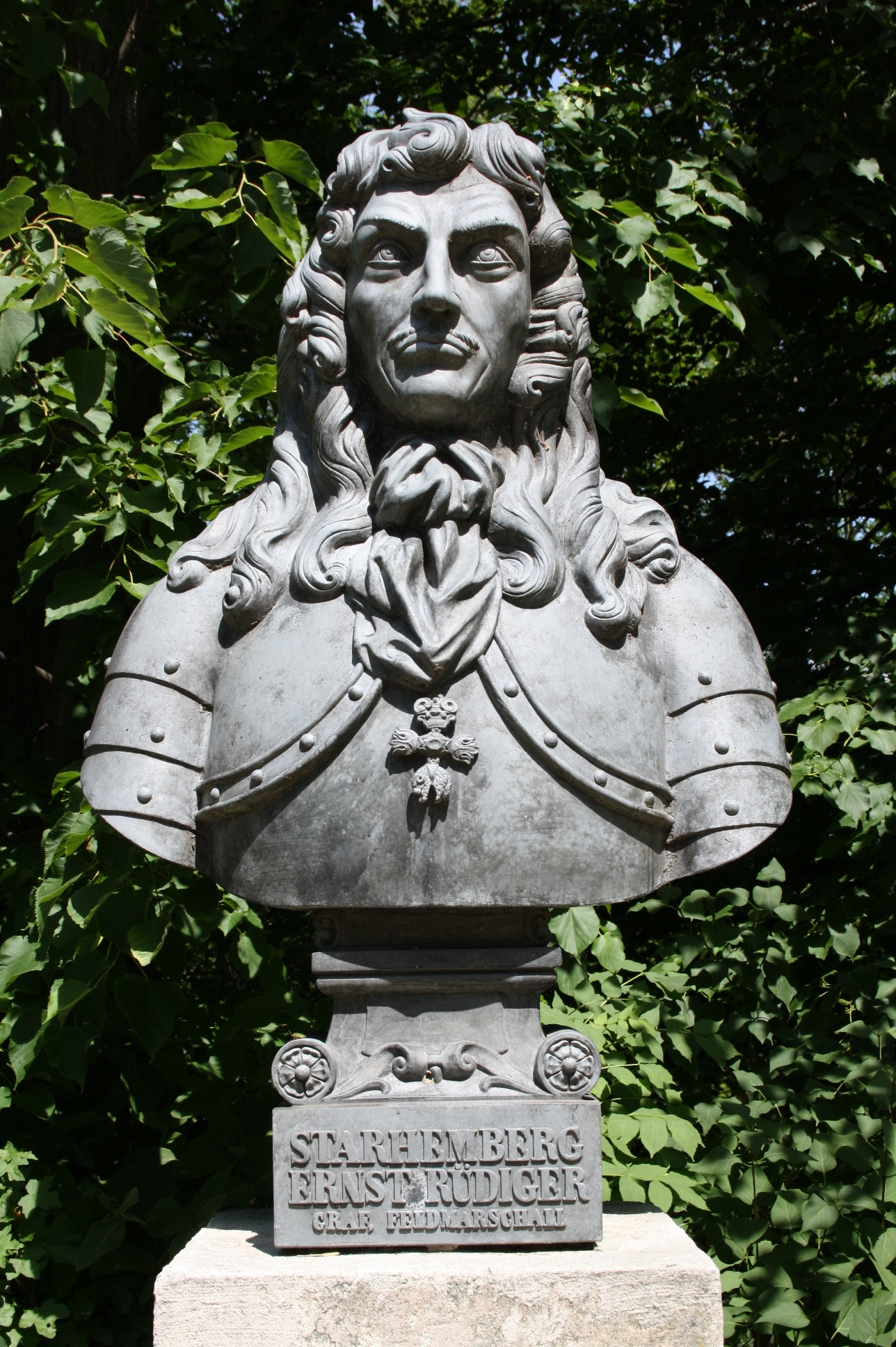
Büste Ernst Rüdiger Graf Starhemberg

- 04. Juni: Ernst Rüdiger von Starhemberg, Wiener Stadtkommandant und kaiserlicher General, Verteidiger Wiens bei der Zweiten Türkenbelagerung 1683 (* 1638)
- 06. Juni: Andreas Christoph Clamer, österreichischer Komponist und Sänger (* 1633)
- 07. Juni: Ferdinand Wilhelm, Herzog von Württemberg, deutscher Heerführer und Generalfeldmarschall (* 1659)
- 09. Juni: Philippe I. de Bourbon, Herzog von Orleans, Bruder von Ludwig XIV. (* 1640)
- 20. Juni: Joachim Rosenow, deutscher Mathematiker (* 1618)
- 26. Juni: Giulia Masotti, genannt La Dori, italienische Opernsängerin (* um 1650)
- 02. Juli: Egid Schor, österreichischer Maler (* 1627)
- 07. Juli: William Stoughton, englischer Richter und Gouverneur der Province of Massachusetts Bay (* 1631)
- 17. Juli: Giulio Cesare Arresti, italienischer Organist, Kapellmeister und Komponist (* 1619)
- vor dem 27. Juli: Thomas Asselijn, niederländischer Dichter französischer Herkunft (* um 1620)
- 20. August: Charles Sedley, englischer Dichter (* 1639)
- 22. August: Charles Chevillet, französischer Schauspieler und Bühnenautor (* 1642)
- 24. August: Ahasverus Fritsch, deutscher Jurist und Kirchenlieddichter (* 1629)
- 31. August: Samuel Chappuzeau, französischer Reisender, Arzt, Schriftsteller und Lehrer (* 1625)

### September bis Dezember
- 08. September: Adolf Sigismund von Burman, Bonner Geistlicher und Beamter am kurkölnischen Hof (* 1637)
- 15. September: Edmé Boursault, französischer Dramatiker und Schriftsteller (* 1638)

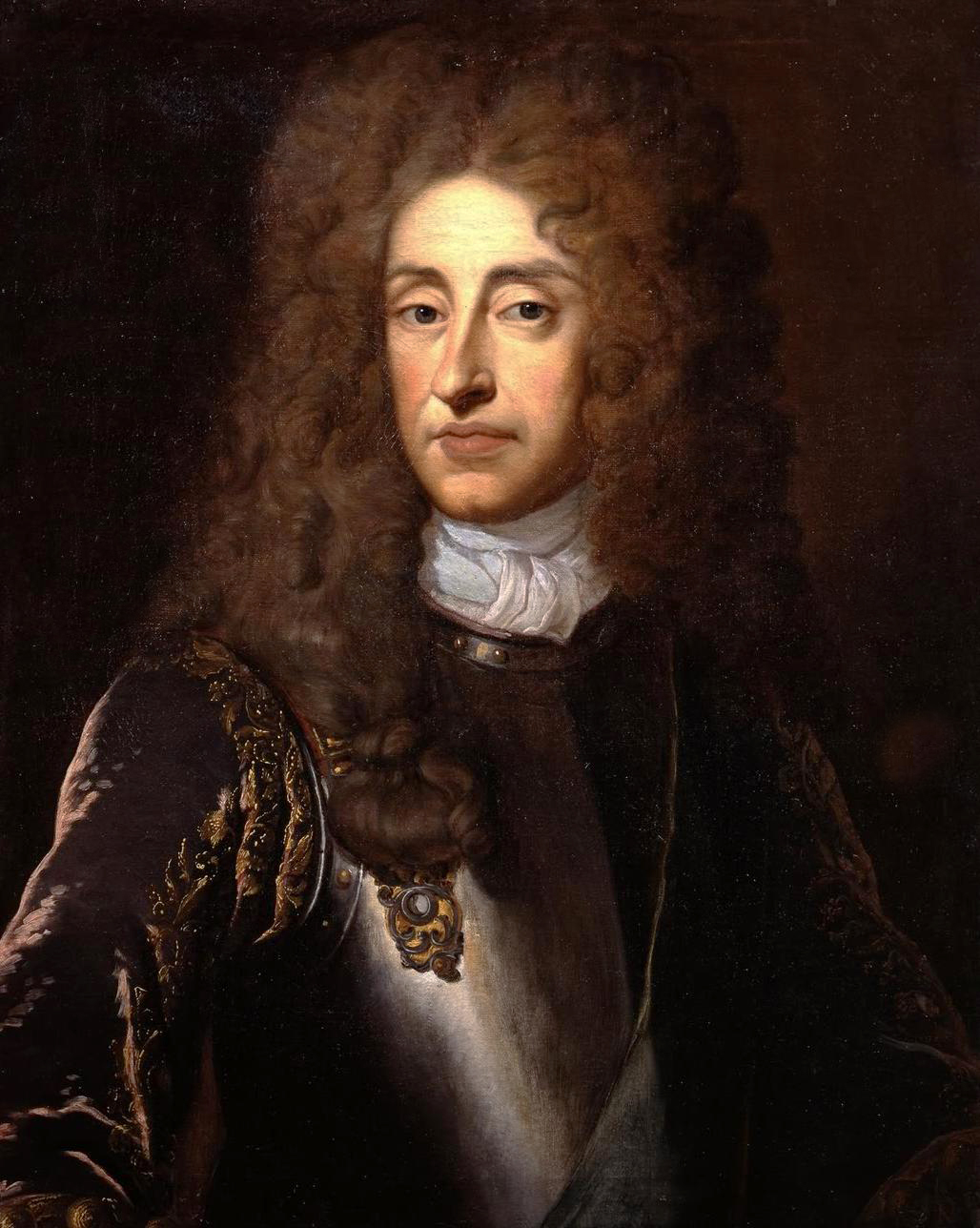
King James II.

- 16. September: James II., König von England, Schottland und Irland (* 1633)
- 18. September: Gottfried Kapaun von Swoykow, Bischof von Königgrätz (* 1636)
- 26. September: Joachim Friedrich Carstens, deutscher Jurist und Ratsherr der Hansestadt Lübeck (* 1632)
- 30. September: Ferdinand Ludwig von Kolowrat-Liebsteinsky, General und Großprior des Malteserordens (* 1621)
- 06. Oktober: Miguel de Barrios, spanisch-jüdischer Dichter und Historiker (* 1635)
- 13. Oktober: Andreas Anton Schmelzer, österreichischer Violinist und Komponist (* 1653)
- 14. Oktober: Friedrich von Kospoth, kursächsischer Geheimer Rat und Oberaufseher der Grafschaft Mansfeld (* 1630)
- 13. November: Johann Frühwirth, österreichischer Bildhauer (* 1640)
- 22. November: Salomon Reisel, deutscher Mediziner (* 1625)
- 01. Dezember: Maria Benigna Franziska von Sachsen-Lauenburg, Fürstin Piccolomini, Herzogin von Amalfi und Herrin der ostböhmischen Herrschaft Nachod (* 1635)
- 11. Dezember: Pierre Landry, französischer Kupferstecher und Verleger (* vor 1631)
- 18. Dezember: Wilhelm von Brandt, kurbrandenburgisch-preußischer Generalleutnant (* 1644)
- 27. Dezember: Johann Wolfgang Textor der Ältere, deutscher Jurist und Archivar (* 1638)

### Genaues Todesdatum unbekannt
- Konrad Bethmann, deutscher Münzwardein und Münzmeister (* 1652)
- Abraham Conrad Buchau, deutscher Bildhauer (* 1623)
- Johannes Erb, Schweizer evangelischer Geistlicher (* 1635)
- Kondiaronk, Häuptling der Tionontati-Huronen (* 1649)
- Giovanni Domenico Partenio, venezianischer Sänger, Komponist und Kapellmeister (* vor 1650)
- Jan Chryzostom Pasek, polnischer Adeliger und Schriftsteller (* um 1636)
- Burchard Wulff, Lübecker Maler (* um 1620)
- Gaetano Zumbo, italienischer Wachsbildner (* 1656)